# 穆端正
穆端正（1952年2月—2017年1月25日），江苏无锡人，男，汉族，中国传媒工作者，曾任上海东方电视台台长、上海东方电视台总编辑、上海科学教育电影制片厂厂长、上海视觉艺术学院副校长、上海视觉艺术学院党委书记。

## 生平
穆端正于1973年进入上海电视台新闻部任记者、编辑。1985年起历任上海电视台新闻部副主任、主任。同年9月毕业于北京广播学院新闻系采编专业，大专学历。任内创办了《新闻透视》和《三百六十行》等专栏节目。
1992年，任上海东方电视台首任台长、党委副书记，任内推行人事、分配等制度改革，在内部实行竞争激励机制和奖金分配与节目质量挂钩等。1996年评为高级编辑。
1998年起历任上海市信息办副主任，市广播电影电视局副局长，市文化广播影视管理局副局长，局党委副书记、局长，东方新闻网站主任。期间，率先实施广播电视制播分离改革；加强行政管理和扶持广播、电视、电影、文化事业发展；逐步完善公共服务体系，积极推进电信网、有线电视网和计算机互联网的融合。
2008年2月，任上海图书馆、上海科学技术情报研究所党委书记，任内实现上海市中心图书馆“一卡通”市、区县、街镇全覆盖。2014年任上海视觉艺术学院副校长、党委书记，市教委派驻民办高校督导专员。
2017年12月，臺灣電視公司節目《八千里路雲和月》製作人兼主持人凌峰表示，穆端正曾經有意收藏《八千里路雲和月》原始錄影帶，但因2017年1月穆端正病逝而作罷。

## 奖项
穆端正参与策划、采编的专题片、纪录片有65个在全国获奖，其中《南浦大桥成为上海人民心目中的丰碑》等11个作品获一等奖。1991年上海电视台新闻部获“上海市劳动模范集体”称号。